# Plastic Culture Pestilence
Plastic Culture Pestilence ist das sechste Studioalbum der deutschen Thrash-Metal-Band Hateful Agony. Es wurde am 17. August 2018 über das deutsche Musiklabel Violent Creek Records veröffentlicht. Neben der CD- und der LP-Version besteht auch die Möglichkeit zum Download via Bandcamp.

## Entstehung
Die Band nahm das Album Ende 2017 in den Grotesque Studios auf. Gastauftritte haben dabei die Sänger Andre Grieder (Poltergeist), Burkhard Schmitt (Hate Squad) und Chris Zenk (ex-Erosion).

## Lieder
Das Album besteht aus zehn Stücken, bei denen die individuelle Urheberschaft im CD-Booklet nicht offengelegt ist:
1. Kill Each Other – 3:40
2. Endure The Pain – 5:24
3. The Iceman (feat. Andre Grieder, Burkhard Schmitt) – 4:57
4. Obsessed With Death – 4:33
5. Philip In The Attic – 3:27
6. Eternal Punishment (feat. Chris Zenk) – 3:26
7. Life’s Failure – 3:52
8. Black Blood – 4:20
9. Plastic Culture Pestilence – 2:29
10. Resurrect The Dead – 3:33

## Rezeption
Beim Metal Hammer erhielt das Album in der Gesamtwertung 5 Punkte und das Fazit:

„Wer auf intelligent arrangierten, kräftig riffenden, nicht zu melodiösen Thrash steht, sollte sich mit diesem Album ernster beschäftigen. Die Süddeutschen schwingen nämlich eine ordentliche Keule – die krötenartige, am Wahnsinn kratzende Stimme von Frontmann Jul tut ihr Übriges dazu.“

Der Rezensent des Rock Hard vergab sieben Punkte und hielt fest:

„Die Bayern […] thrashen sich ruppig durch Pretiosen wie „Kill Each Other“ und „Obsessed With Death“ oder packen bei „Life’s Failure“ auch mal ein lupenreines Slayer-Referenzriff aus. Fans von old-schooligem Teutonen-Gebolze werden gut bedient“

Das Online-Medium Totentanz urteilte:

„Es regiert immer noch Old-School Thrash, der durchaus in Richtung Demolition Hammer schielt und einen charmanten Rumpel-Faktor nie abgelegt hat. Wer mit den bisherigen Alben des Münchner Thrash-Geschwaders Spaß hatte, darf also bedenkenlos zugreifen.“